# Glenn Gordon Caron
Glenn Gordon Caron (Oceanside, Nueva York; 3 de abril de 1954) es un guionista, director y productor de cine y televisión estadounidense. Es reconocido por crear las series de televisión Moonlighting, en la década de 1980, y Medium, en la década de 2000.

## Carrera
Caron nació en una familia judía en Oceanside, Nueva York. Después de graduarse de la Universidad Estatal de Nueva York en Geneseo en 1975, Caron estudió con Del Close en The Second City en Chicago antes de trabajar en una agencia de publicidad.
Mientras estaba en la agencia de publicidad, NBC lo invitó a escribir un piloto para la cadena. El piloto no recibió un pedido de serie, pero el trabajo de Caron impresionó al escritor y productor James L. Brooks, quien lo invitó a unirse al equipo de redacción de Taxi, aunque solo trabajó en un episodio.
Posteriormente, Caron coprodujo los primeros 12 episodios de Remington Steele (NBC, 1982-1987) antes de formar su propia compañía, Picturemaker Productions. Caron creó Moonlighting (ABC, 1985-1989), un éxito mundial que revitalizó la carrera de Cybill Shepherd y lanzó la carrera de Bruce Willis. Entre su tercera y cuarta temporada, Caron dirigió su primer largometraje, Clean and Sober (1988), protagonizada por Michael Keaton. ABC lo despidió de Moonlighting antes del inicio de su quinta (y última) temporada, supuestamente porque Shepherd lo exigió. Caron luego dirigió tres largometrajes más: Wilder Napalm (1993), protagonizada por Dennis Quaid y Debra Winger, y escrita por Vince Gilligan, quien más tarde creó la serie de AMC Breaking Bad; el vehículo de Warren Beatty y Annette Bening Love Affair (1994), una nueva versión de la película de 1939 del mismo nombre; y Picture Perfect (1997), protagonizada por Jennifer Aniston, antes de regresar a la televisión en 1999 como creador de la breve serie Now and Again (CBS, 1999-2000).
En 2001, Fox encargó 13 episodios de la comedia romántica Fling, creada por Caron. Se filmaron siete episodios, pero la cadena se mostró descontenta con la dirección de la serie durante la producción y la canceló antes de que cualquiera de esos episodios pudiera transmitirse. Cuatro años después, Caron creó Medium para NBC. También se desempeñó como productor ejecutivo del programa, escribió varios episodios y dirigió el episodio piloto de la serie. Funcionó durante siete temporadas, y las dos últimas se transmitieron por CBS.
En 2008, Caron escribió un piloto para CBS titulado The Meant to Be's, sobre una mujer que muere solo para ser enviada de regreso a la Tierra para ayudar a las personas a volver a encarrilar su vida. Sin embargo, no se le dio una orden de serie.
En 2013, Caron escribió un piloto para una serie propuesta de Fox titulada The Middle Man. Ambientada en la década de 1960, un agente del FBI de Boston y su informante irlandés-estadounidense se enfrentan a la mafia estadounidense. Ben Affleck estaba destinado a dirigir el episodio piloto, pero nunca se filmó. Al año siguiente, Fox ordenó un piloto para The Cure, un drama médico que sería coescrito y coproducido por Caron y el escritor Malcolm Gladwell, pero tampoco fue filmado. Caron también estaba destinado a escribir un piloto para ITV Studios en 2016 basado en la novela Paradime de Alan Glynn.
Caron escribió y produjo episodios de la primera y segunda temporadas de la serie de FX Tyrant, y en la primavera de 2017 se unió a Bull de CBS como productor consultor antes de convertirse en el showrunner de la serie al comienzo de la segunda temporada.

## Premios
Glenn Gordon Caron recibió en 2007 el premio al Mejor Escritor de Televisión en el Festival de Cine de Austin. También fue nominado a cuatro Premios Primetime Emmy por su trabajo en Moonlighting entre 1986 y 1987 y ganó un premio Writers Guild of America por su guion piloto de 1985 para Moonlighting.

## Vida personal
Caron ha estado casado con su segunda esposa, la actriz Tina DiJoseph, desde 2006; la pareja tiene un hijo. Caron tiene tres hijos de su primer matrimonio. Es el fundador y propietario de Picturemaker Productions.

## Filmografía

### Cine
| Año  | Título           | Director           | Rol       | Rol        | Rol   | Rol       | Rol   | Nota         |
| Año  | Título           | Director           | Dirección | Producción | Guion | Actuación | Papel | Nota         |
| ---- | ---------------- | ------------------ | --------- | ---------- | ----- | --------- | ----- | ------------ |
| 1988 | Clean and Sober  | Glenn Gordon Caron | Sí        |            |       |           |       |              |
| 1989 | The Making of Me | Glenn Gordon Caron | Sí        |            | Sí    |           |       | Cortometraje |
| 1993 | Wilder Napalm    | Glenn Gordon Caron | Sí        |            |       |           |       |              |
| 1994 | Love Affair      | Glenn Gordon Caron | Sí        |            |       |           |       |              |
| 1997 | Picture Perfect  | Glenn Gordon Caron | Sí        |            | Sí    |           |       |              |

### Televisión
| Año       | Título            | Rol       | Rol        | Rol   | Rol       | Rol   | Nota           |
| Año       | Título            | Dirección | Producción | Guion | Actuación | Papel | Nota           |
| --------- | ----------------- | --------- | ---------- | ----- | --------- | ----- | -------------- |
| 1979      | Taxi              |           |            | Sí    |           |       | 1 episodio     |
| 1980      | Good Time Harry   |           |            | Sí    |           |       | 1 episodio     |
| 1980-1981 | Breaking Away     |           | Sí         | Sí    |           |       | 3 episodios    |
| 1982      | Fame              |           |            | Sí    |           |       | 1 episodio     |
| 1982-1983 | Remington Steele  |           | Sí         | Sí    |           |       | 4 episodios    |
| 1984      | Concrete Beat     |           | Sí         | Sí    |           |       | Película de TV |
| 1985-1989 | Moonlighting      |           | Sí         | Sí    |           |       | 66 episodios   |
| 1986      | Long Time Gone    |           | Sí         | Sí    |           |       | Película de TV |
| 1999-2000 | Now and Again     | Sí        | Sí         | Sí    |           |       | 22 episodios   |
| 2001      | Fling             | Sí        | Sí         |       |           |       | Serie          |
| 2005-2011 | Medium            | Sí        | Sí         | Sí    |           |       | 130 episodios  |
| 2008      | The Meant to Be's |           | Sí         | Sí    |           |       | Película de TV |
| 2014-2015 | Tyrant            |           | Sí         | Sí    |           |       | 4 episodios    |
| 2017-2020 | Bull              | Sí        | Sí         | Sí    |           |       | 11 episodios   |

## Premios y nominaciones
| Año  | Premio                         | Categoría                      | Nominado por | Resultado |
| ---- | ------------------------------ | ------------------------------ | ------------ | --------- |
| 1986 | Writers Guild of America Award | Comedia episódica              | Moonlighting | Ganador   |
| 1986 | Primetime Emmy Awards          | Mejor guion de serie dramática | Moonlighting | Nominado  |
| 1986 | Primetime Emmy Awards          | Serie dramática destacada      | Moonlighting | Nominado  |
| 1987 | Primetime Emmy Awards          | Mejor guion de serie dramática | Moonlighting | Nominado  |
| 1987 | Primetime Emmy Awards          | Serie dramática destacada      | Moonlighting | Nominado  |